# Castanotherium tricollis
Castanotherium tricollis är en mångfotingart som först beskrevs av Karsch 1881.  Castanotherium tricollis ingår i släktet Castanotherium och familjen Zephroniidae. Inga underarter finns listade i Catalogue of Life.